# Expedition (resa)
En expedition är en organiserad, "avsänd" upptäckts- eller forskningsresa, även om forskningen inte behöver vara vetenskaplig utan lika gärna kan gälla en utforskning av naturen, kulturen eller den egna förmågan. Resan kan omfatta fartyg och stödfunktioner längs vägen, och gå till världens ände, eller varför inte en rymdexpedition (se särskilt expeditionerna till ISS), men kan också ske helt med egen kraft och inte med hjälp av maskiner och vara riktad till närmaste ö.